# Златни пресек
У математици две величине су у златном односу, ако је однос између две величине једнак односу суме те две вредности наспрам веће вредности. Слика на десној страни илуструје геометријски однос. Алгебарски, за количине a и b и a > b > 0,
{\displaystyle {\frac {a+b}{a}}={\frac {a}{b}}\ {\stackrel {\text{def}}{=}}\ \varphi ,}
грчко слово фи ({\displaystyle \varphi } или {\displaystyle \phi }) представља константу. Њена вредност је:
{\displaystyle \varphi ={\frac {1+{\sqrt {5}}}{2}}=1.6180339887\ldots .}  A001622
Златни однос има и назив златни пресек (латински: sectio aurea).. Остали називи укључују крајња и средња размера, екстремни однос, средишњи пресек, златна пропорција, и златни број.  Sectio divina лат. (изговор: секцио дивина). Божанствени пресјек. Овај однос дужи примјењен на предметима, сликама итд. изазива посебан естетски доживљај – допадање, па отуда и назив „Божански пресјек“.
Златни однос се појављује у неким шаблонима у природи, укључујући phyllotaxis (спирално ређање листова) и у другим деловима биљака.
Математичари још од Еуклида су проучавали својства златног односа, укључујући појављивање у димензијама правилног петоугла и у златном правоугаонику, који може да се подели у квадрат и још један правоугаоник истог односа.

## Историја
Теорија златног пресека започета је у антици, а свој процват имала је у ренесанси када су уметници, математичари, физичари и астролози тражили савршенство у композицијама познатих структура.
Херодот (484. - 424. п. н. е.) је записао: „Један египатски свештеник говорећи о облику Кеопсове пирамиде споменуо ми је да је квадрат над њеном висином једнак површини бочног троугла.”
{\displaystyle v={\frac {a}{2}}{\sqrt {\varphi }}}
{\displaystyle b={\frac {a}{2}}{\sqrt {\varphi +2}}}
{\displaystyle \alpha =\operatorname {arctg} {\sqrt {\varphi }}}
{\displaystyle \beta =\operatorname {arctg} {\sqrt {\frac {\varphi }{2}}}}
Грчки кипар Фидије у V веку п. н. е. применио је златни пресек у дизајну својих скулптура и градњи Партенона. Платон (грчки филозоф, V i IV век пне) у „Тимотеју” описује пет правилних геометријских тела као основу хармоничне структуре света. Златни пресек игра кључну улогу у димензијама и обликовању неких од ових тела. Питагорејци (око 500. године п. н. е.) долазе до једног од најважнијих открића у математици: дијагонала и страница квадрата (правилног петоугла) су несамерљиве.
{\displaystyle {\frac {d}{a_{5}}}=\varphi }
Грчки математичар Еуклид први је овај број уочио и математички изразио. Око 300 година п. н. е. написао је књигу „Елементи” у којој наводи прву забележену дефиницију златног пресека.
Дата дужина се може поделити тако да правоугаоник обухваћен целом дужином и једним одсечком, буде једнак квадрату на другом одсечку.
{\displaystyle a(a-x)=x^{2}}
{\displaystyle x^{2}+ax-a^{2}=0}
{\displaystyle x={\frac {-1+{\sqrt {5}}}{2}}a}
Сва знања старих Грка објединио је римски архитекта Марко Витрувије у делу De architectura libri decem или Десет књига о архитектури, посвећеном императору Августу. Писао је о симетрији храмова, а њихове пропорције упоређује с размерама човечијег тела. Витрувије је уцртао људско тело у кружницу, што је касније поново интерпретирао Леонардо Да Винчи. Лука Пачоли (1446–1510) штампао је у Венецији 1509. дело De divina proportione, које је имало велики утицај и након којег златни пресек доживљава праву ренесансу. У њему описује хармонијске особине „божанске размере”. Књигу је илустровао Леонардо да Винчи.
Мартин Ом је 1835. године у другом издању уџбеника Die reine Elementar - Mathematik (Чиста елементарна математика) први пут користи термин златни пресек. Ознаку {\displaystyle \varphi } је 1909. предложио амерички математичар Марк Бар у част славног старогрчког кипара Фидије (480–430. п. н. е.)

## Прорачун
Две величине a и b су у златном односу φ ако
{\displaystyle {\frac {a+b}{a}}={\frac {a}{b}}=\varphi .}
Један метод за проналажење вредности φ је са решавањем леве стране. Упрошћавањем разломка и заменом у b/a = 1/φ,
{\displaystyle {\frac {a+b}{a}}=1+{\frac {b}{a}}=1+{\frac {1}{\varphi }}.}
Стога је,
{\displaystyle 1+{\frac {1}{\varphi }}=\varphi .}
Множењем са φ даје
{\displaystyle \varphi +1=\varphi ^{2}}
које може да се изрази као
{\displaystyle {\varphi }^{2}-\varphi -1=0.}
Коришћењем формуле за решавање квадратне једначине, добијају се два решења:
{\displaystyle \varphi ={\frac {1+{\sqrt {5}}}{2}}=1.61803\,39887\dots }
и
{\displaystyle \varphi ={\frac {1-{\sqrt {5}}}{2}}=-0.6180\,339887\dots }
Зато што је φ однос између две позитивне вредности, φ је увек позитивна вредност:
{\displaystyle \varphi ={\frac {1+{\sqrt {5}}}{2}}=1.61803\,39887\dots }.

## Алгебра

### Ирационалност
Златни однос је ирационалан број. Испод су два кратка доказа o ирационалности:

#### Контрадикција изразу у најнижој вредности
Подсетимо се да:
целина је дужи део плус краћи део;
целина је дужи део као што је дужи део на краћи део.
Ако целину именујемо са n а дужи део са m, онда друга изјава постаје:
n је према m исто као што је m према n − m,
или, алгебарски
{\displaystyle {\frac {n}{m}}={\frac {m}{n-m}}.\qquad (*)}
Тврдити да је φ рационалан значи да је φ однос n/m где су n и m цели бројеви. Можемо рећи и да n/m имају најниже вредности и да су n и m позитивни бројеви. Али ако је разломак n/m у најнижим вредностима, онда се идентитет обележава са (*) за горњу једначину m/(n − m) која и даље поседује најниже вредности. То је контрадикција која произлази из тврдње да је φ рационалан.

#### Извод из ирационалности броја √5
Још један кратак доказ — вероватно познатији — где ирационалност златног односа користи затвореност рационалних бројева код сабирања и множења. Ако је {\displaystyle \textstyle {\frac {1+{\sqrt {5}}}{2}}} рационалан, онда је и {\displaystyle \textstyle 2\left({\frac {1+{\sqrt {5}}}{2}}\right)-1={\sqrt {5}}} такође рационалан, што је противречно чињеници да је квадратни корен од не-квадрата природног броја ирационалан.

### Најмањи полином
Златни однос је такође и алгебарски број а чак и алгебарски цео број (комплексан број који је корен унарног полинома). Најмањи полином гласи:
{\displaystyle x^{2}-x-1}
Због члана са степеном 2, овај полином у ствари има два корена, и друга вредност је сродник златном односу.

### Сродник златног пресека
Друга корена вредност најмањег полинома x2 - x - 1 је
{\displaystyle -{\frac {1}{\varphi }}=1-\varphi ={\frac {1-{\sqrt {5}}}{2}}=-0.61803\,39887\dots .}
Апсолутна вредност ове количине (≈ 0.618) одговара дужини односа у обрнутом смеру (дужина краће стране у односу на дужу страну, b/a), понекад позната под именом сродник златног пресека. Означава се великим словом фи ({\displaystyle \Phi }):
{\displaystyle \Phi ={1 \over \varphi }=\varphi ^{-1}=0.61803\,39887\ldots .}